# Arquitectura japonesa

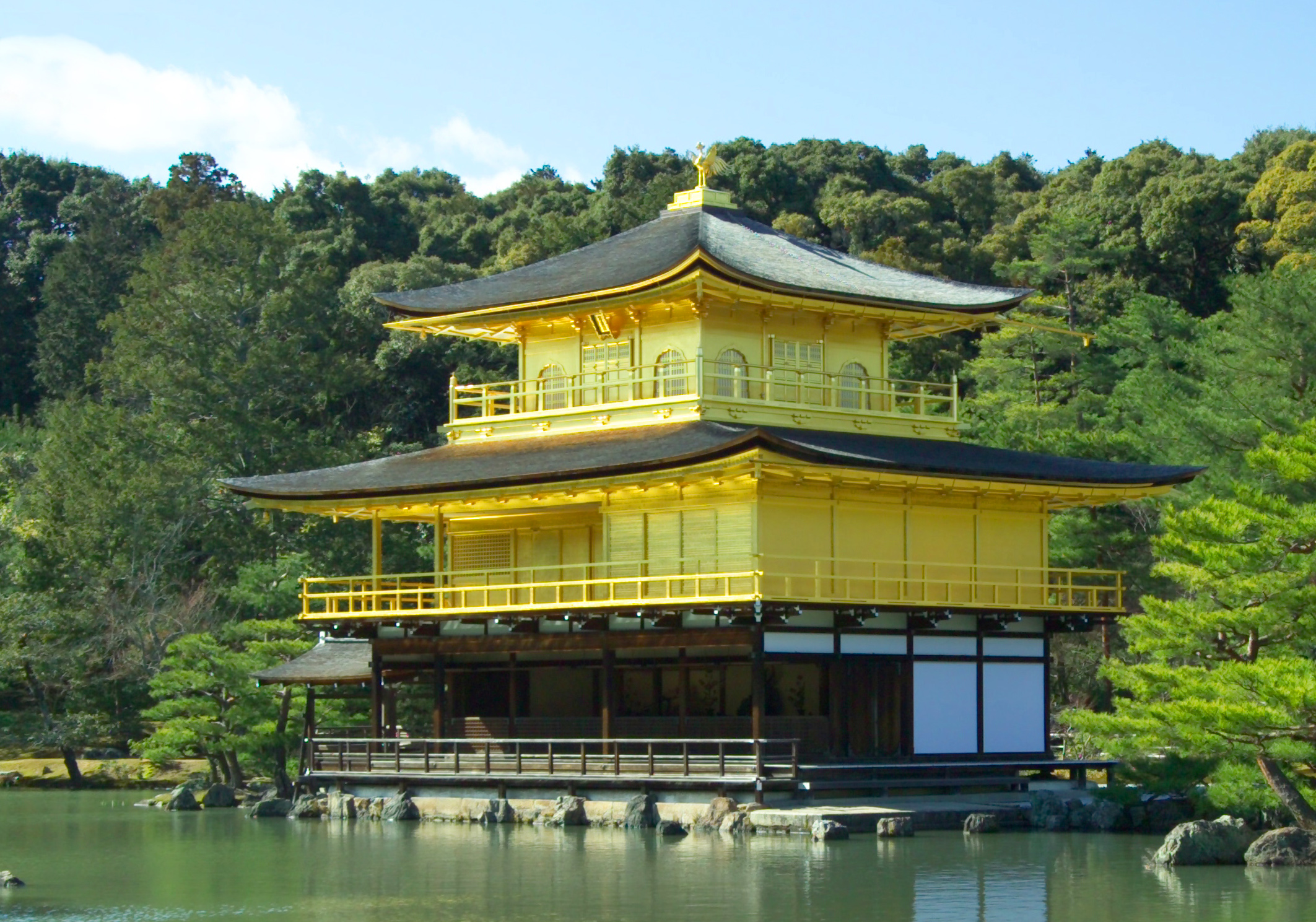
Kinkaku-ji, Kioto, construido originalmente en 1397 (período Muromachi)

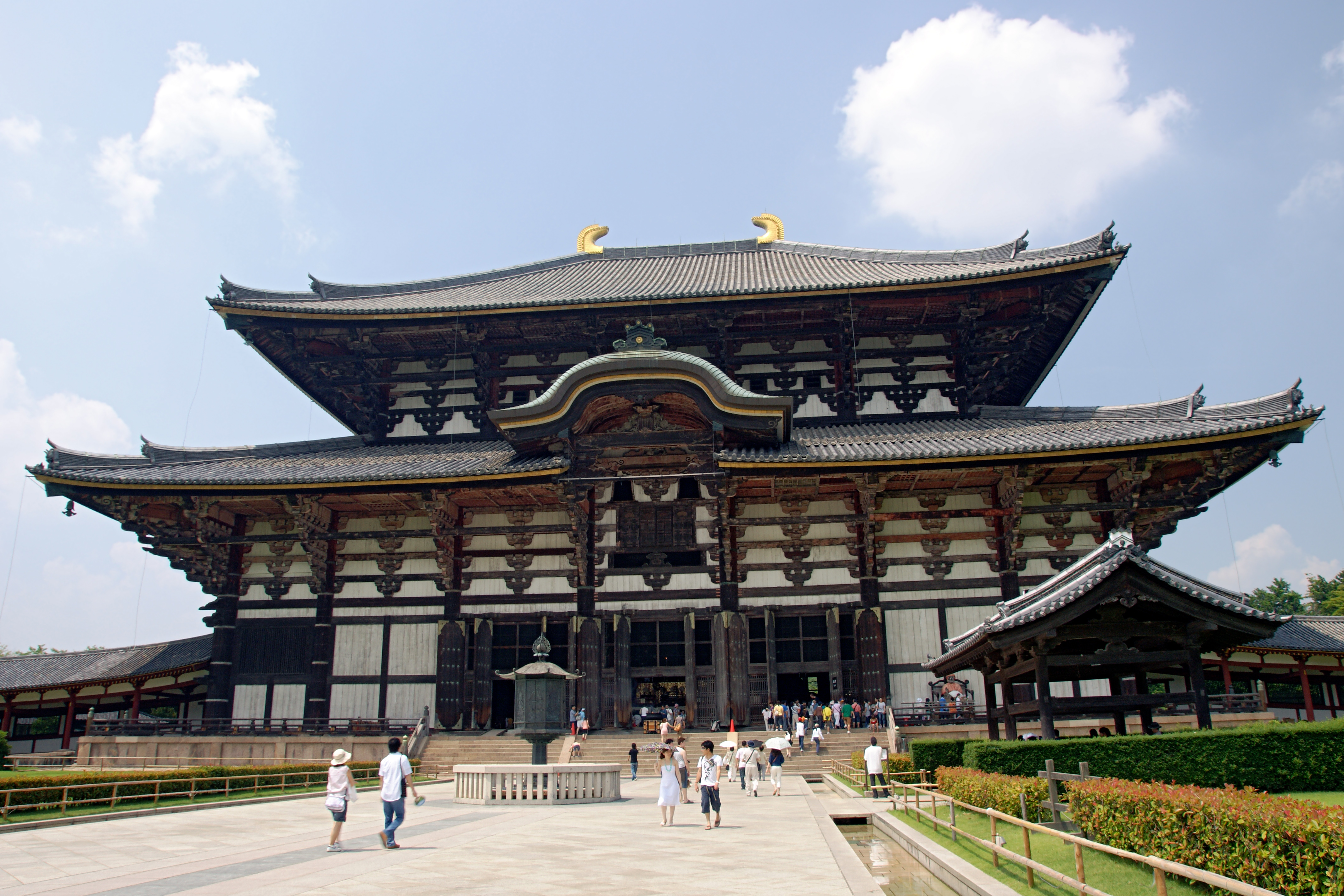
Tōdai-ji, Nara

La arquitectura japonesa (日本建築 Nihon kenchiku?) tiene una gran historia como cualquier otro aspecto de la cultura japonesa. 
Aunque con fuerte influencia de la arquitectura china, también muestra un número importante de diferencias y aspectos que podemos denominar inequívocamente como japonesas. Para la mayoría, aquellos edificios que han sobrevivido hasta nuestros días y que muestran características de la arquitectura japonesa tradicional son castillos, templos budistas y santuarios Shinto.
Pero, en general la arquitectura moderna japonesa refleja una influencia internacional y poca conexión con los métodos tradicionales japoneses. 
Para más información de conceptos artísticos, véase también Arte japonés.

## Prehistoria
El período prehistórico incluye los períodos Jōmon, Yayoi y Kofun que van desde aproximadamente 5000 a. C. hasta principios del siglo VI d. C.
Durante las tres fases del período de Jōmon los habitantes eran principalmente cazadores-recolectores con algunos conocimientos de la agricultura primitiva, y su comportamiento lo determinan cambios climáticos y otros estimulantes naturales. Las primeras viviendas eran casas de cielo raso consistentes en pozos poco profundos, con pisos de tierra apisonada y techos de hierba diseñados para recoger el agua de lluvia con la ayuda de jarras de almacenamiento. Más adelante en el período, un clima más frío, con mayores precipitaciones condujo a una disminución de la población, lo que contribuyó a un interés en los rituales y de ahí que aparecieran por primera vez círculos concéntricos de piedra.
Durante el período de Yayoi, Japón comenzó a relacionarse con la Dinastía Han en China, cuyo conocimiento y habilidades técnicas comenzaron a influir en este. De ahí apareció la construcción de suelos falsos en graneros y almacenes mediante herramientas de metal como sierras y cinceles. Una reconstrucción en Toro, Shizuoka, es una estructura de madera apoyada sobre ocho pilares. El techo es de paja, pero a diferencia de la típica cubierta a cuatro aguas de las viviendas cuadradas, se trata de una sencilla forma de V a dos aguas. 
El período de Kofun se distinguió por la aparición de tumbas en forma de montículos o túmulos (kofun literalmente significa "montículos antiguos") compuestas de muchas cámaras. Se cree que unos montículos similares en la península de Corea son influencia de Japón. Al principio del período de las tumbas, conocido como "ojo de cerradura kofun" o zenpō-Koen kofun (前方后円古坟?), a menudo se hizo uso de la topografía existente, dándole forma y añadiendo fosos artificiales hasta crear una forma distintiva de ojo de cerradura, es decir, la de un círculo con un cuadrado interconectado. El acceso era a través de un eje vertical, que se cerraba una vez concluido el entierro. Había espacio en el interior de la cámara para un ataúd y un ajuar funerario. Los montículos estaban decoradas a menudo con barro figuras llamadas haniwa. Más adelante en el período, se comenzó a ubicar a los montículos en terreno llano y su escala aumentó considerablemente. Entre muchos ejemplos en Nara y Osaka, la más destacada es la Daisen-kofun, designada como la tumba del emperador Nintoku, que cubre 32 hectáreas y que se cree que ha sido decoradas con 20 000 haniwas. A finales del período de Kofun, desapareció la costumbre de inhumar a los difuntos porque los budistas introdujeron la cremación, que ganó popularidad.

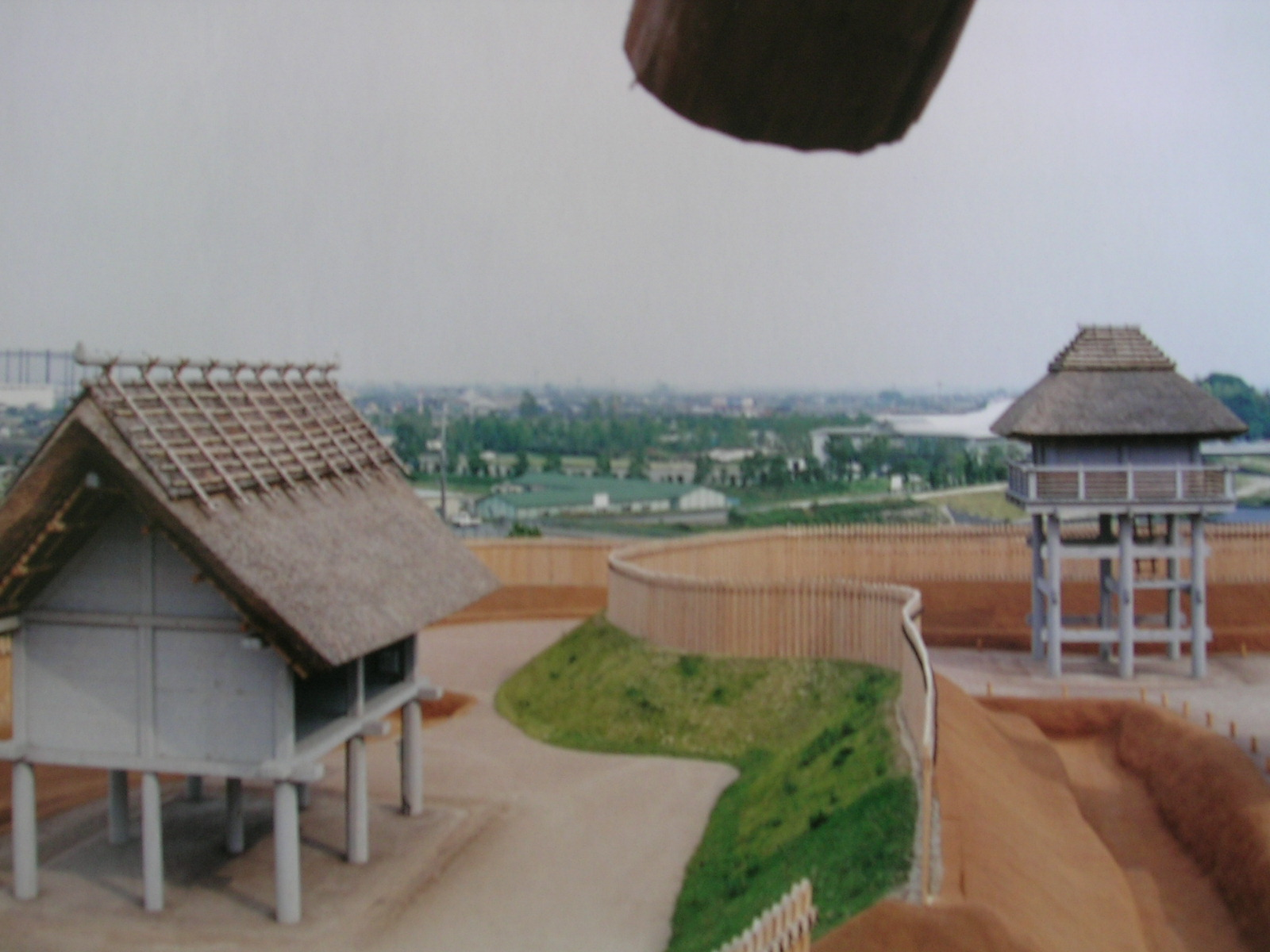
Viviendas  reconstruidas tipo casas-pozo, en Yoshinogari, Prefectura de Saga, siglo segundo o tercero.
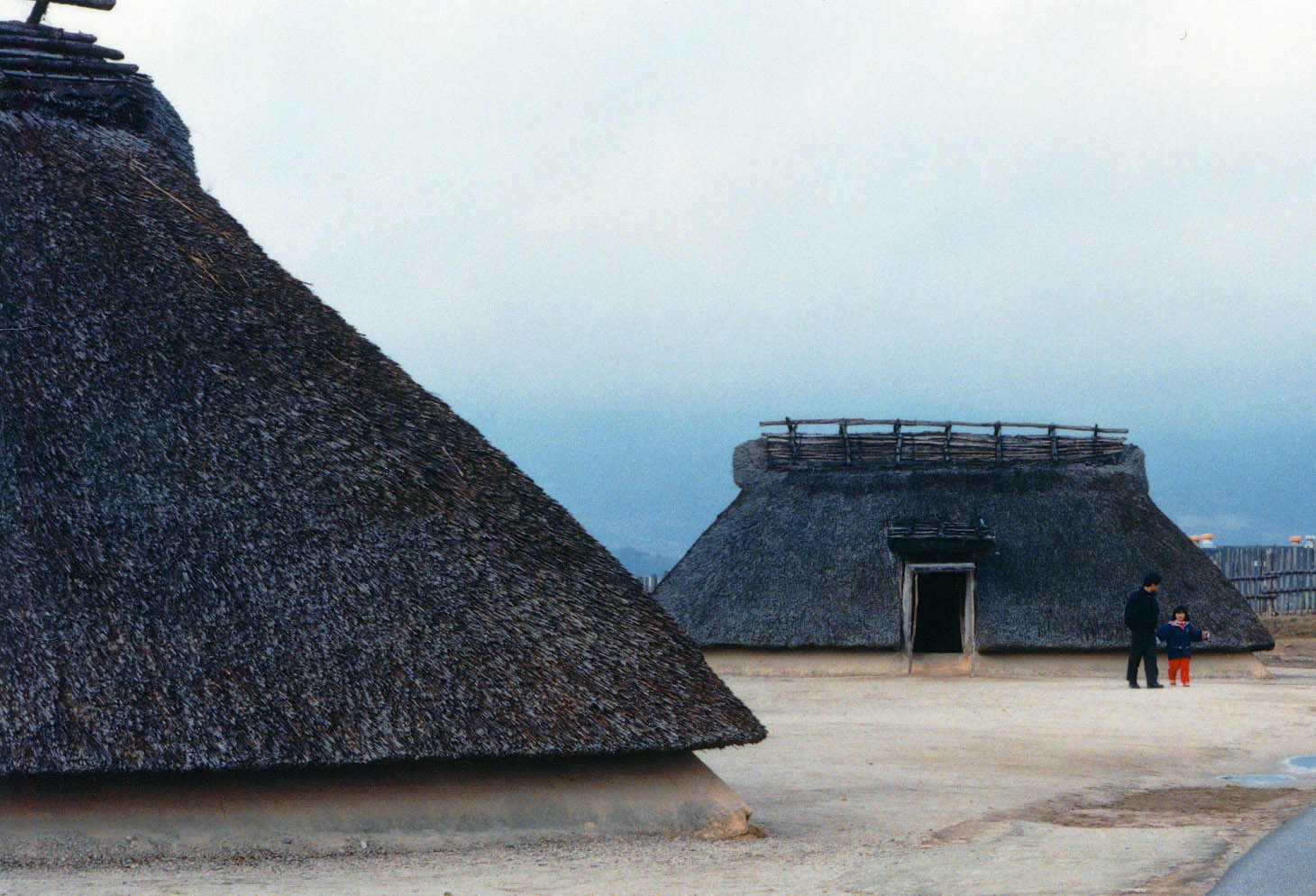
Viviendas reconstruidas en Yoshinogari.
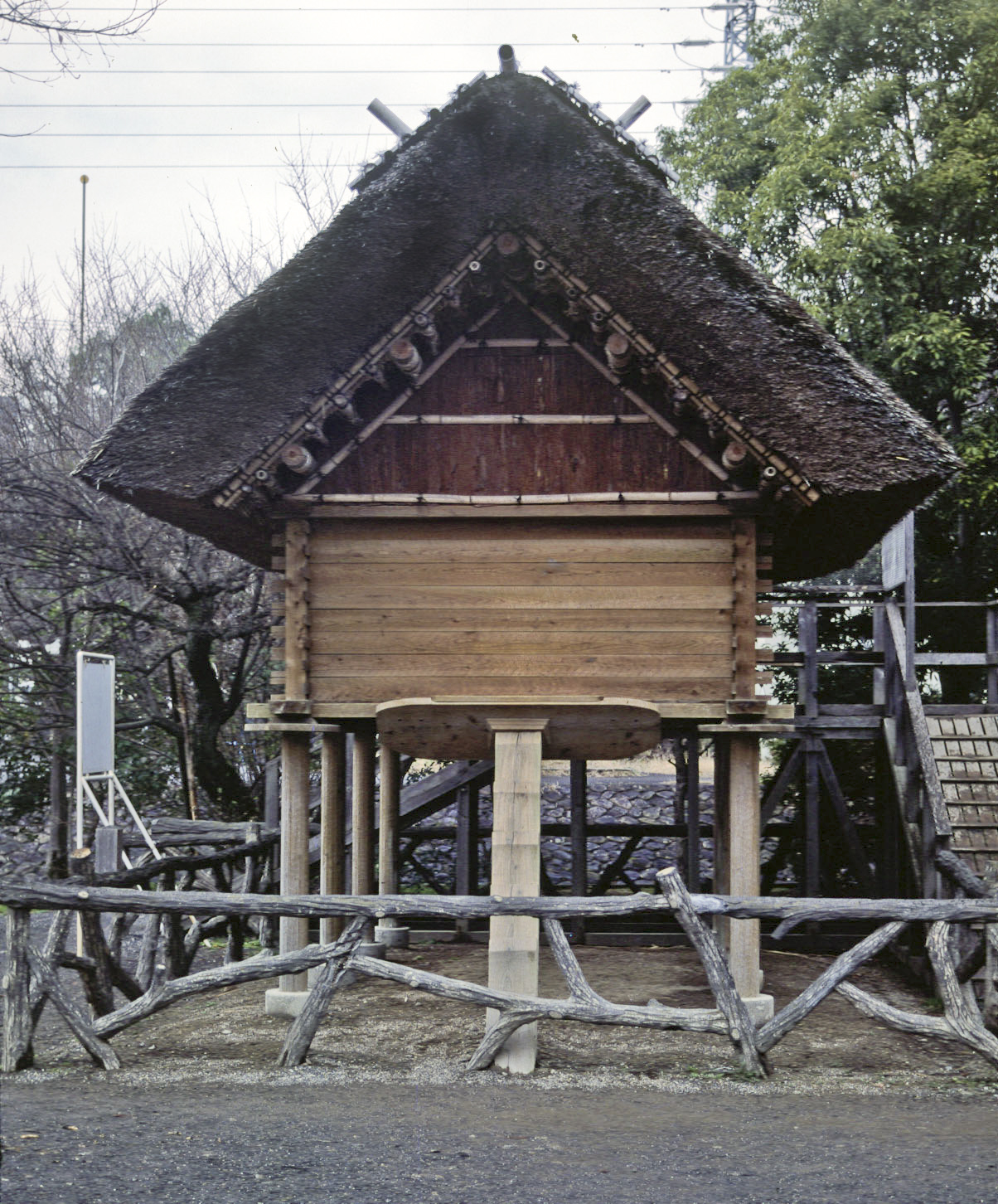
Almacén de grano reconstruido en Toro, Shizuoka.
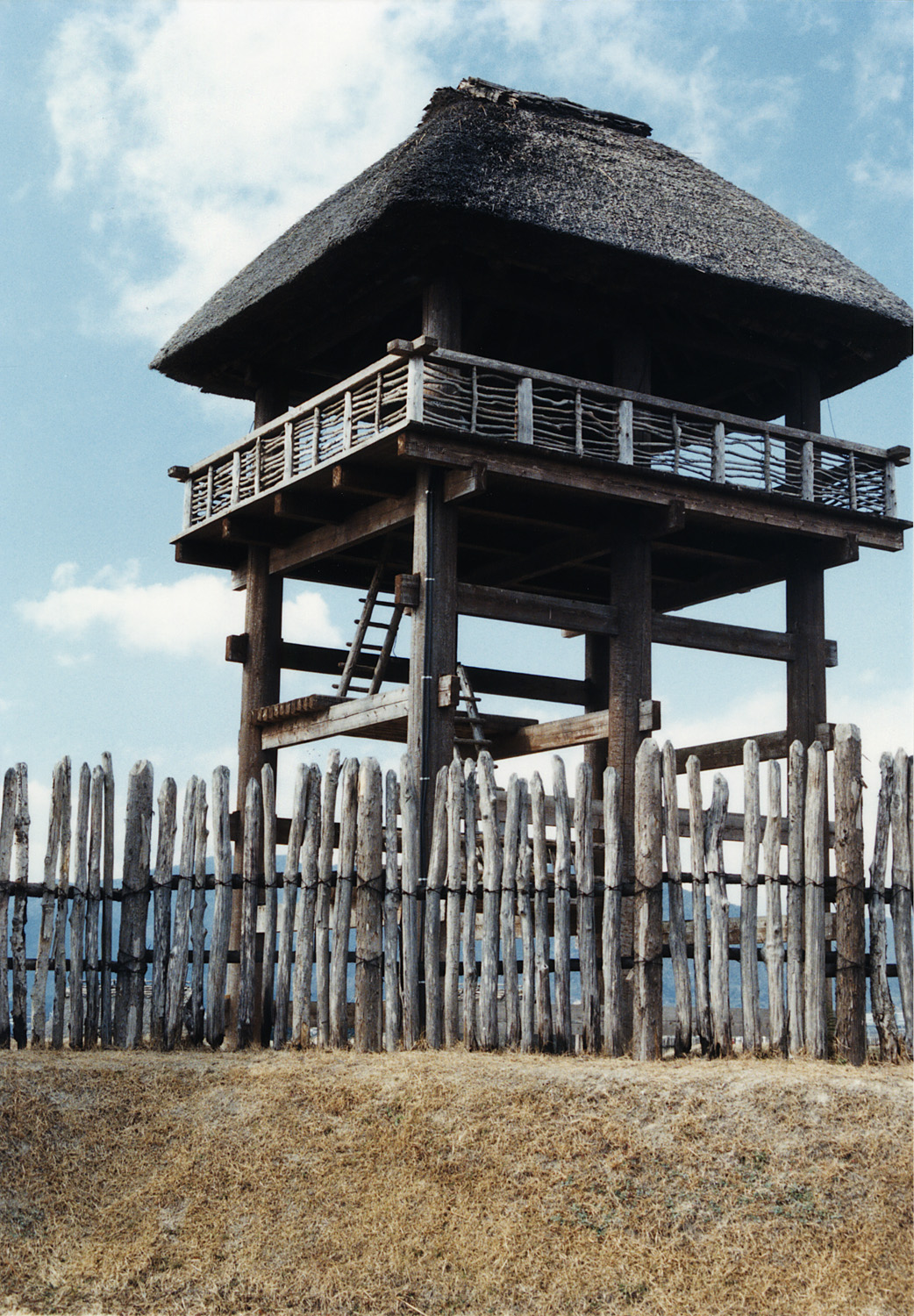
Reconstrucción en Yoshinogari
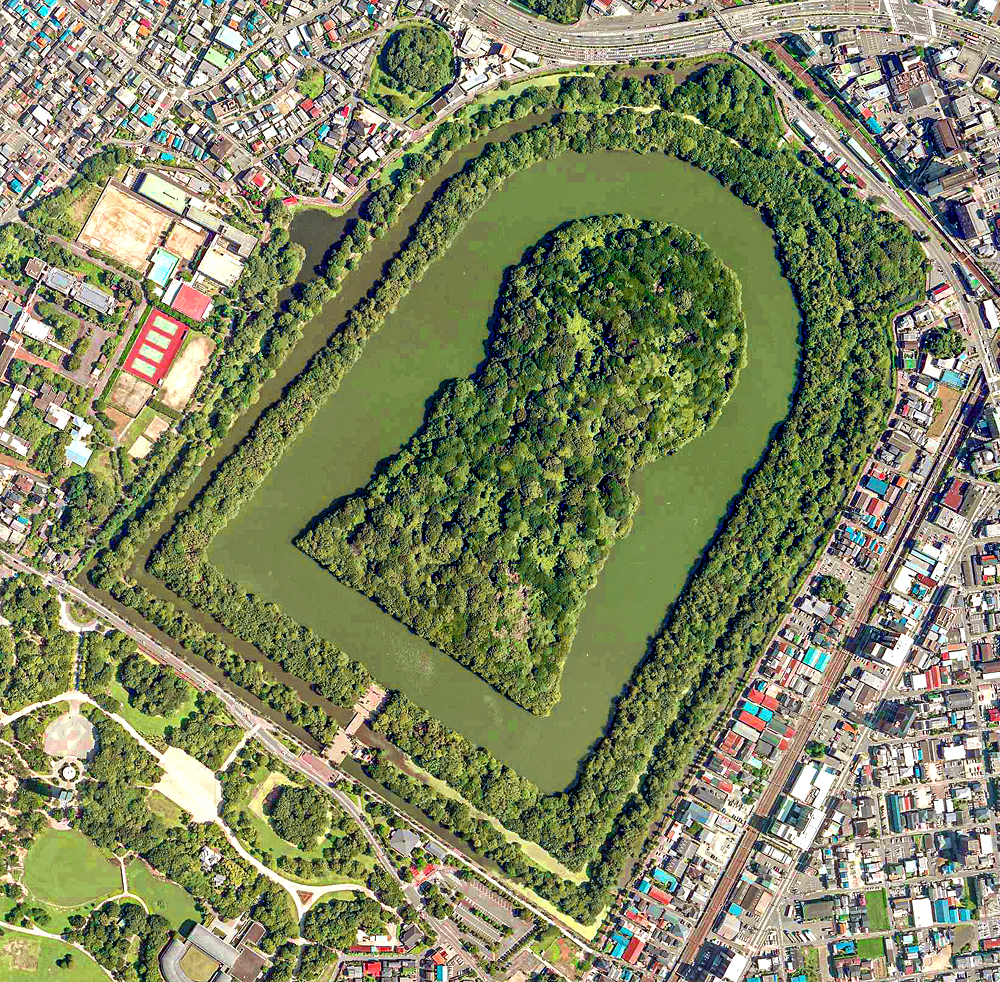
Daisenryo Kofun, Osaka, siglo quinto.

## Arquitectura Osaka y Nara

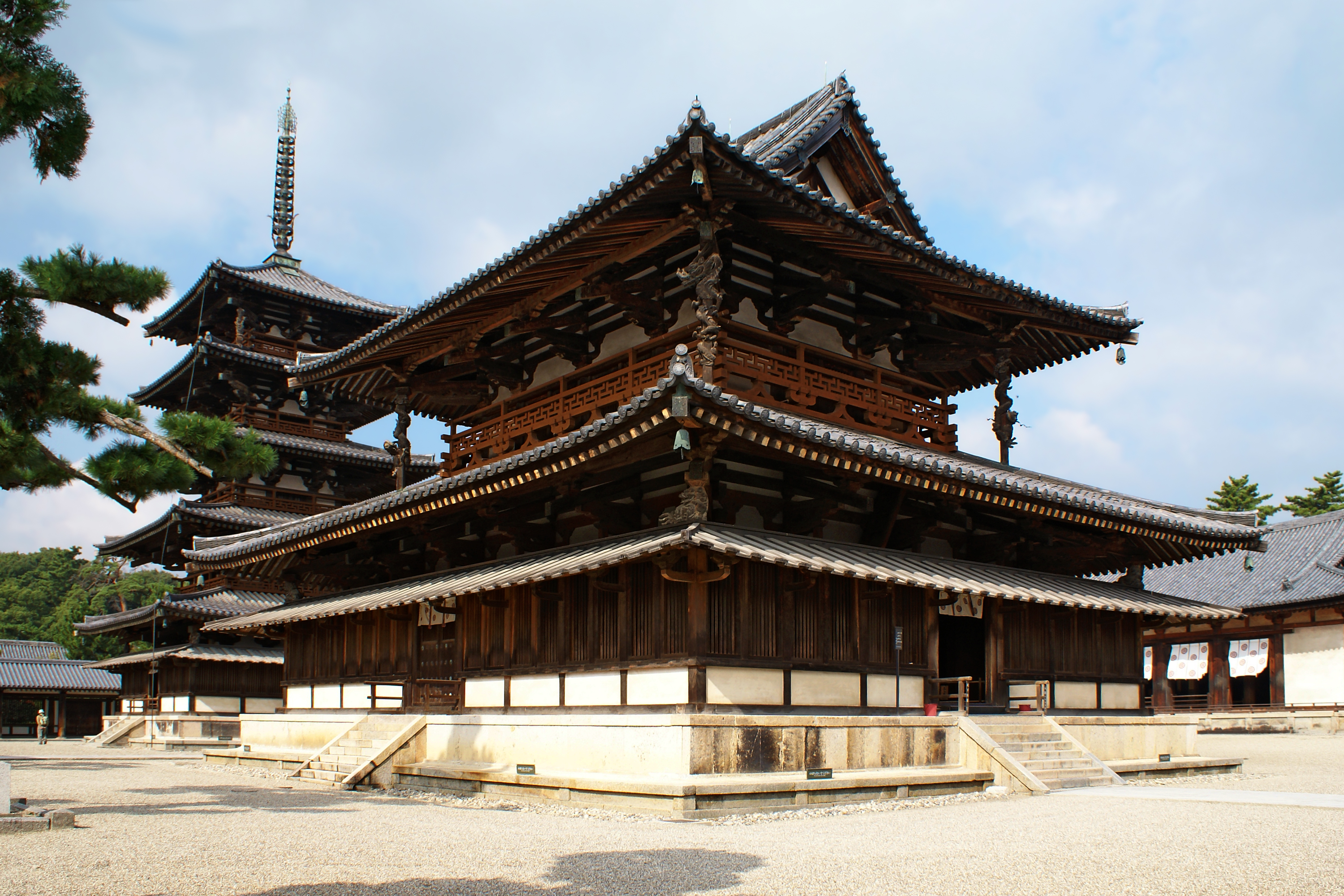
Hōryū-ji, Ikaruga, prefectura de Nara (edificio del).

Aunque existen vestigios de construcciones neolíticas a través de modelos de casas encontrados en túmulos, apenas son una introducción al budismo en el que ya podemos ver una tradición continua a partir del siglo VI.
Las  estructuras budistas y los edificios más antiguos de madera que sobreviven en el Extremo Oriente se encuentran en el Hōryū-ji, al sudoeste de Nara, y son ejemplos principales de arquitectura para este periodo. El primero se construyó a principios del siglo VII como el templo privado del príncipe heredero (el Príncipe Shotoku), y consistía de 41 edificios independientes; las más importantes eran el salón principal de la adoración, o kōndo (Pasillo de oro), y goju-no-to (pagoda de cinco pisos), situados en el centro de un área abierta rodeada por un claustro cubierto. El kōndo, de estilo parecido al de los salones chinos, es una estructura de dos pisos construida con postes y vigas, encapsulada además por una azotea de baldosas cerámicas o irimoya.
En el siglo VIII, la construcción de templos se enfocó en el Tōdai-ji de Nara. El Tōdai-ji, que fue levantado como ejemplo para el resto de las provincias, es el complejo religioso más ambicioso erigido en los primeros siglos del budismo en Japón. Aproximadamente los 16,2 m de un Buda (terminado en el 752) ubicado en el salón principal, o daibutsuden, es un Buda Rushana, la figura que representa la esencia de las capillas dedicadas a Buda, así como el Tōdai-ji representó el centro para el budismo imperial y su difusión a través de Japón. Solamente algunos fragmentos de la estatua original sobreviven, y el actual salón y el Buda central son reconstrucciones a partir del período Edo. 
Se arraciman alrededor del daibutsuden, en una ladera suave que se inclina, un número de salones secundarios: el Hokkedo (salón del Sutra loto), con su imagen principal, el Kannon Fukukenjaku (el bodhisattva más popular), hecho a mano con laca seca; el Kaidanin (salón de ordenación) con sus estatuas de arcilla de los Cuatro Reyes Celestiales; y el relicario, llamado Shōsōin. Esta última estructura es de gran importancia como almacén artístico e histórico, porque en él se guardan los utensilios que se utilizaron en la ceremonia del esmero del templo en el 752, el ritual de la ojo-abertura para la imagen de Rushana, así como los documentos del gobierno y muchos objetos seculares poseídos por la familia imperial.

## Heian

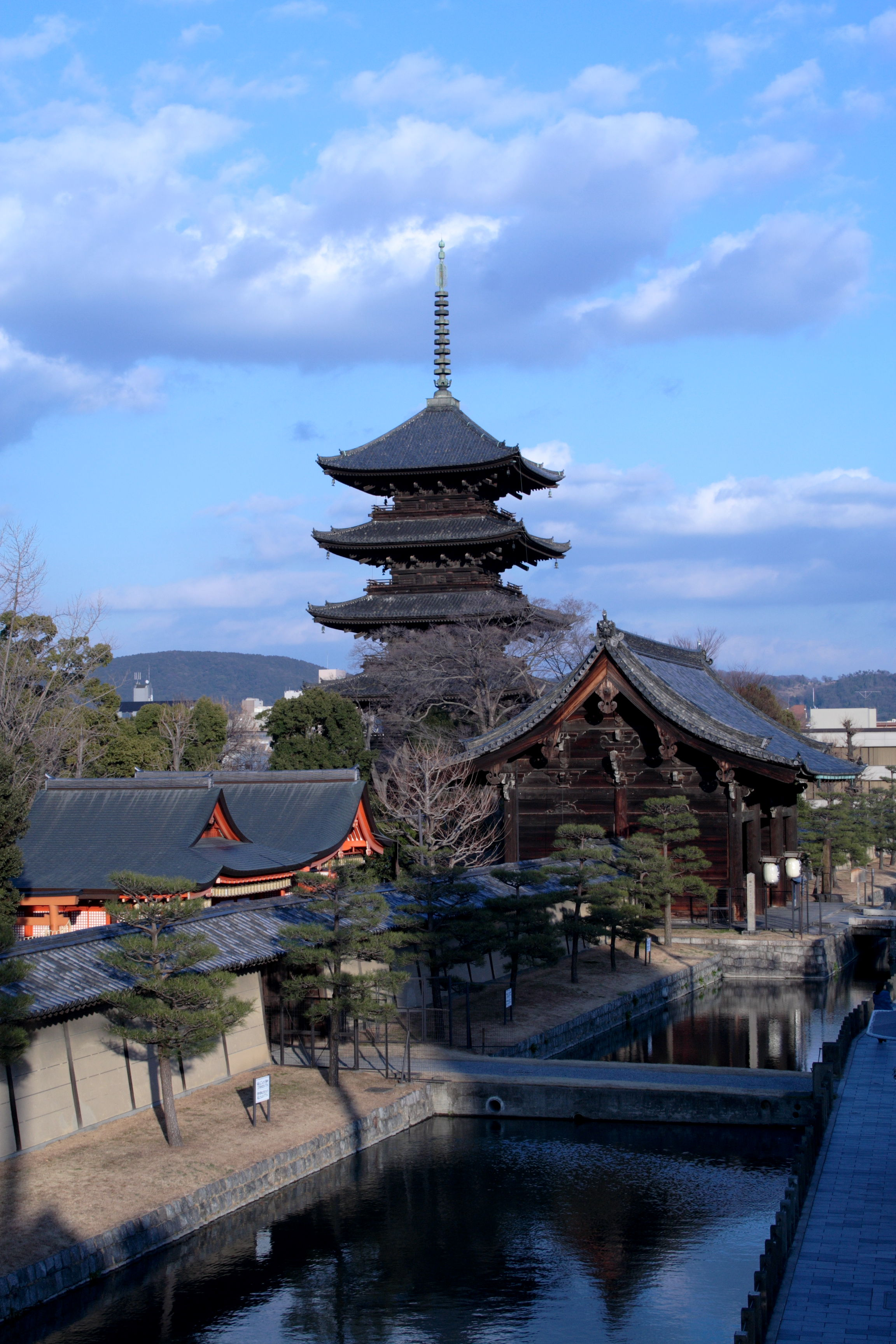
El Tō-ji (東寺) y su pagoda (1644), cerca de Kioto en dirección a Kūkai.

En reacción a la riqueza creciente y al poder del budismo organizado en Nara, el sacerdote Kūkai (conocido por su título póstumo Kobo Daishi, 774-835) viajó a China para estudiar Shingon, una forma de budismo Vajrayāna, que él introdujo en Japón en 806. En el corazón de adoración del Shingon se estudian varios mandalas, diagramas del universo espiritual que influyeron en el diseño de templo. La arquitectura budista japonesa también adoptó la estupa en su forma de pagoda china.
Los templos erigidos para esta nueva secta fueron construidos en las montañas, lejos de la corte y el laicado de la capital. La topografía irregular de estos sitios forzó a arquitectos japoneses a replantear los problemas de la construcción de templos, y así escoger los elementos más indicados. Las azoteas de corteza de ciprés sustituyeron a aquellas de azulejo de cerámica, tablones de madera fueron usados en vez de pisos de tierra, y un área de adoración separada para el laicado fue añadida delante del santuario principal.
En el período Fujiwara, el budismo de "La Tierra Pura", que ofreció la salvación fácil por la creencia en Amida (Buda del Paraíso Occidental), se hizo popular. Simultáneamente, la nobleza de Kioto desarrolló una sociedad fiel que buscó la elegancia estética. Tan seguro y hermoso era su mundo que ellos no podían concebir que el Paraíso fuera muy diferente. El recibidor de Amida, mezclando lo secular con lo religioso, contiene unas o más imágenes de Buda dentro de una estructura que se asemeja a las mansiones de la nobleza.

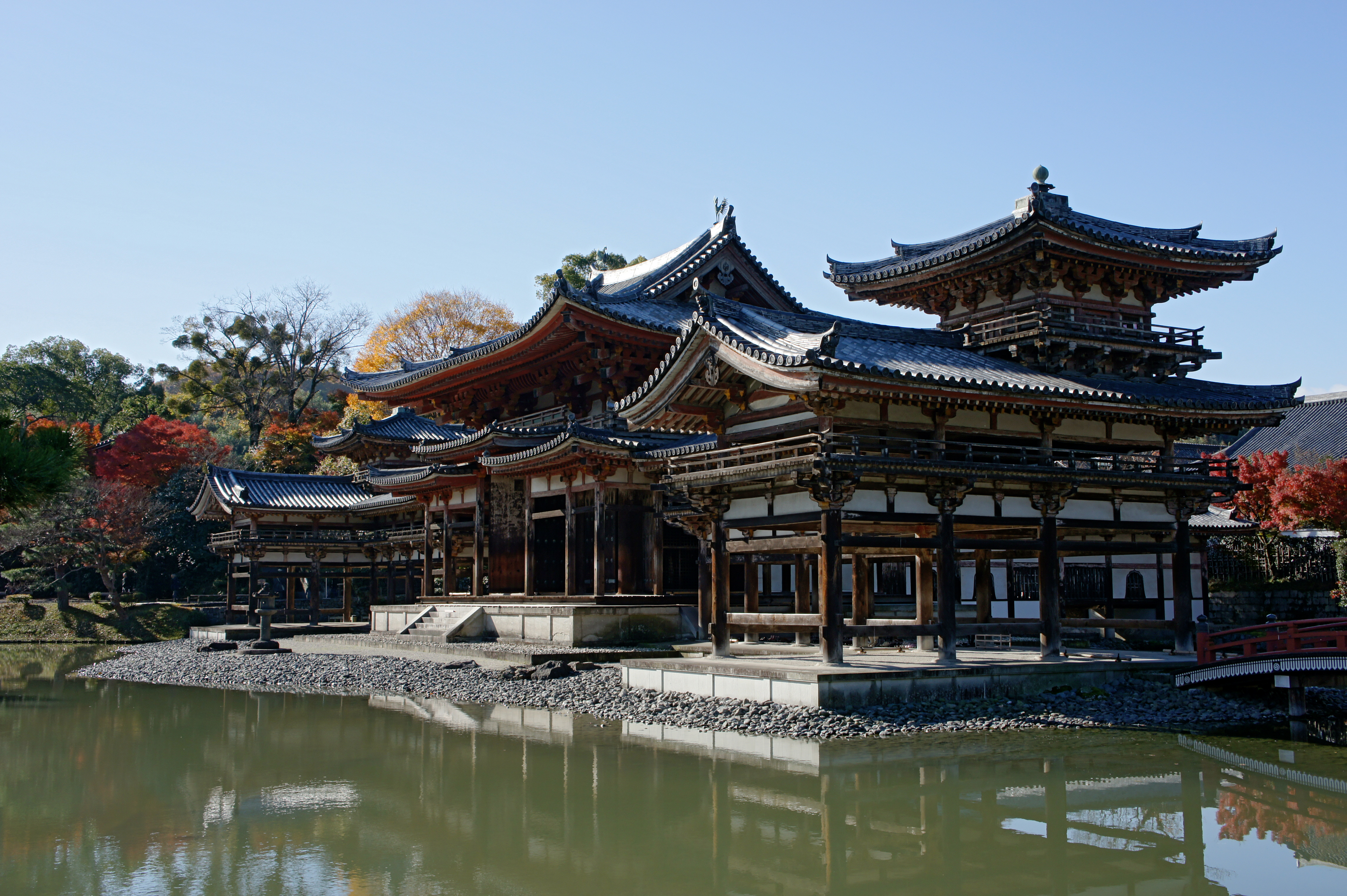
El hōōdō de Byōdō-in en Uji cerca de Kioto (1053).

El Hōōdō (El Salón del Fénix, completado en 1053) en Byodoin, un templo de Uji en el sudeste de Kioto, es uno de los ejemplos más importantes de recibidores Fujiwara Amida. Consisten en una estructura principal de forma rectangular flanqueada por dos pasillos en forma de "L" y un pasillo de cola. Dentro, una sola imagen de oro de Amida 81053) está instalada en una alta plataforma. La escultura de Amida fue ejecutada por Jocho, que utilizó un canon nuevo de las proporciones y Una nueva técnica (yosegi), en la cual los pedazos múltiples de madera se tallan hacia fuera como cáscaras y se ensamblan en el interior. El anfitrión creía tener la compañía de Amida para cuando él descendiera al paraíso occidental, para que se recolectaran sus almas de creyentes en el momento de la muerte y para transportarlos en flores del loto al Paraíso. Las pinturas Raigo (provenientes del Buda Amida) en las puertas de madera del Ho-o-do son un ejemplo temprano de Yamato-e, pintura de estilo Japonés, porque contienen representaciones del paisaje alrededor de Kioto.

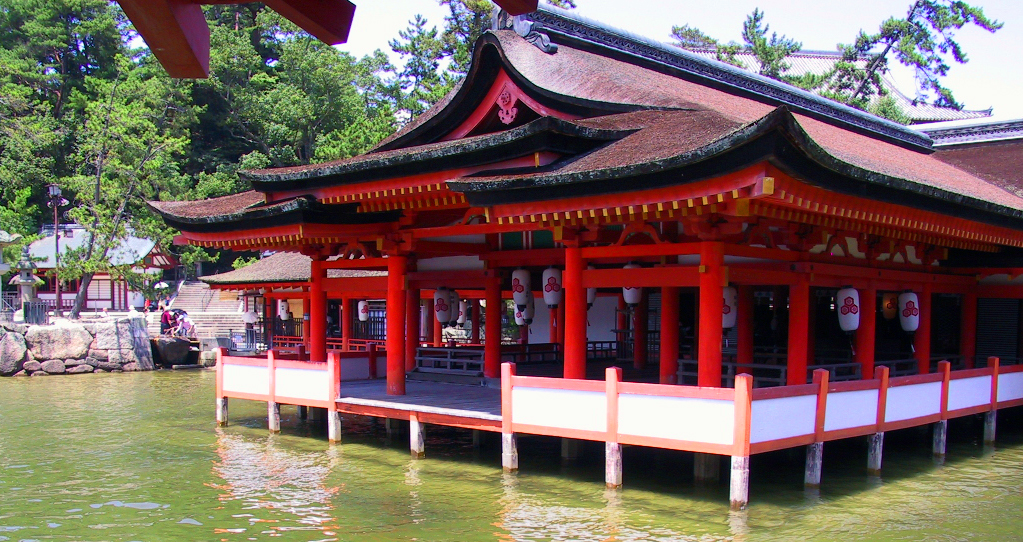
El templo de Itsukushima (厳島神社, Itsukushima-Jinja) en marea alta (1168).

## Periodo Kamakura

### Casas de té
Otro desarrollo principal del período era la ceremonia del té y la casa en la cual fue sostenido. El objetivo de la ceremonia es el de pasar el tiempo con los amigos quienes disfrutan de las artes, limpian la mente de las preocupaciones de vida diaria, y reciben un tazón de té servido de una manera graciosa y con buen gusto. El estilo rústico de la casa de campo rural fue adoptado para la casa de té, acentuando materiales naturales como los troncos cubiertos por corteza y la paja tejida.

## Periodo Azuchi-Momoyama / Periodo Sengoku

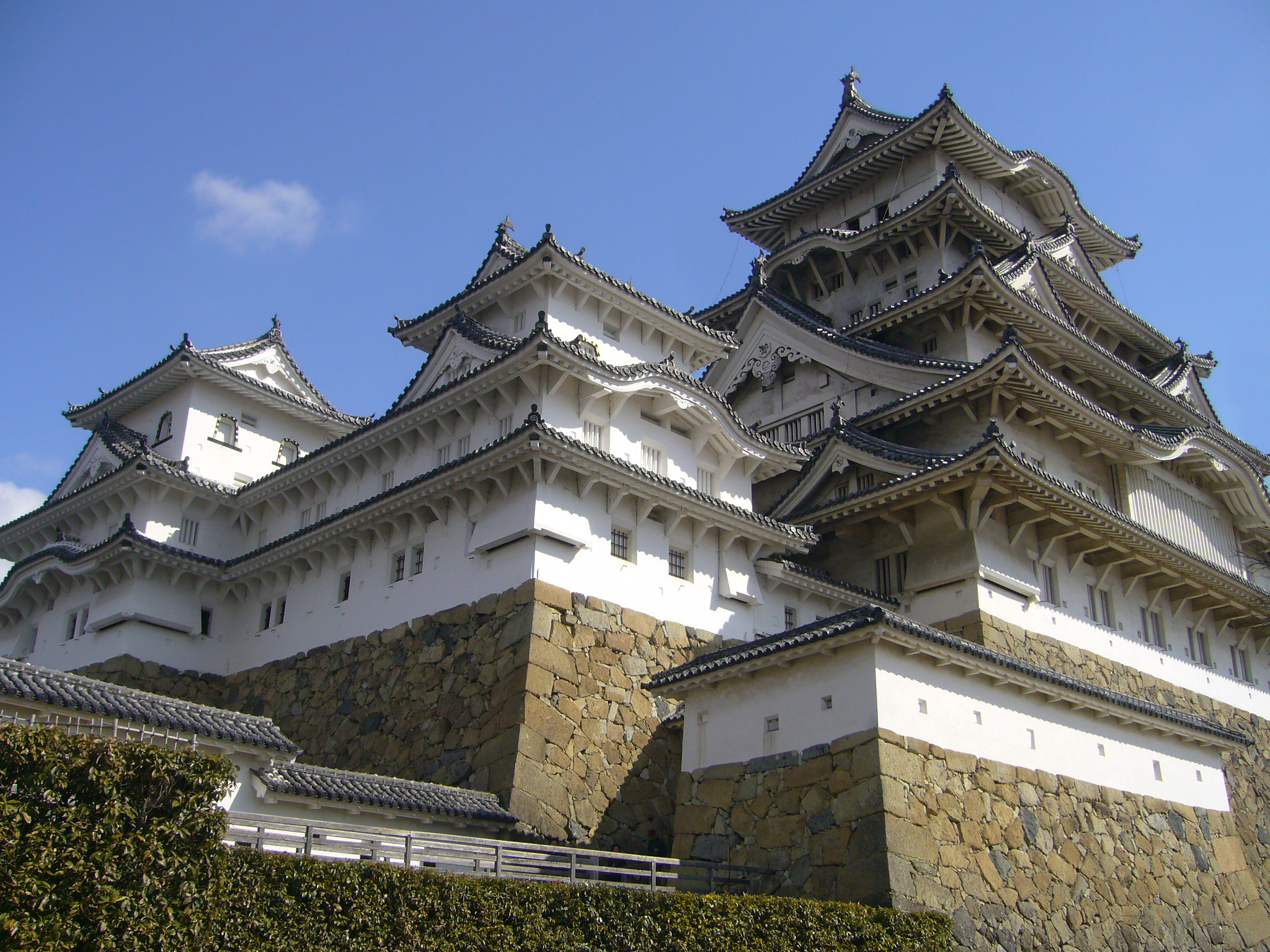
El Castillo Himeji (姫路城, Himeji-jō).

Dos nuevas formas de arquitectura fueron desarrolladas en respuesta al clima militarista de la época: el castillo, una estructura defensiva construida como casa de un señor feudal y sus soldados en tiempos de guerra; y el shoin, un salón de recepción y área de estudio privada diseñada para reflejar las relaciones de señor y vasallo dentro de la sociedad feudal. El Castillo Himeji (construido en su forma actual en 1609),con sus azoteas de encorvadura y su complejo de tres torres subsidiarias alrededor del tenshu principal, es una de las estructuras más destacadas del período Momoyama. El Ohiroma del castillo Nijō (del siglo XVII) en Kioto es uno de los ejemplos clásicos del shoin, con su tokonoma y áreas claramente diferenciadas para los señores Tokugawa y sus vasallos.

## Periodo Edo

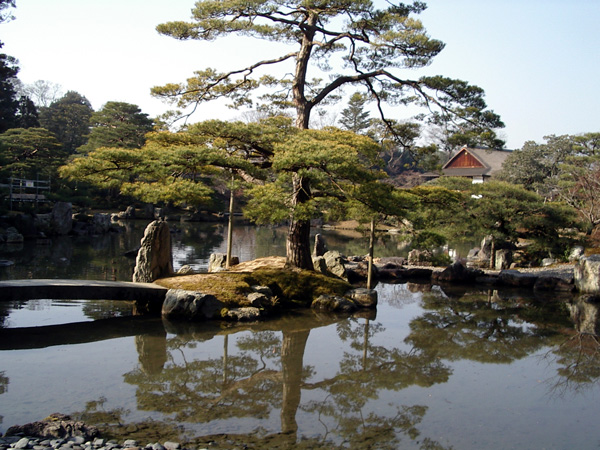
Jardín de la Villa Imperial de Katsura (1615)

El Palacio Separado Katsura, construido a imitación del palacio del Príncipe Genji, contiene bastante de los edificios shoin y combina los elementos de la arquitectura clásica japonesa con nuevas exposiciones innovadoras. El complejo entero es rodeado por un hermoso jardín con caminos para el paseo. 
La ciudad de Edo era repetidamente golpeada por fuegos y esto condujo a una arquitectura simplificada para una reconstrucción fácil. Los trastos viejos eran juntados y almacenados en las ciudades cercanas para el invierno siguiente cuando el tiempo seco ayudaba a la extensión de fuego. Una vez que el fuego hubiera estallado y hubiera sido extinguido, éstos serían enviados a Edo y filas de casas serían rápidamente reconstruidas. Debido a la política del shōgun de sankin kōtai, el daimyō construyó casas grandes y construyó parques de paseo para su placer así como para el de sus invitados. Kōrakuen es un parque que todavía existe desde aquel período y está abierto al público hoy en día para pasear distendidamente.

## Periodo Meiji

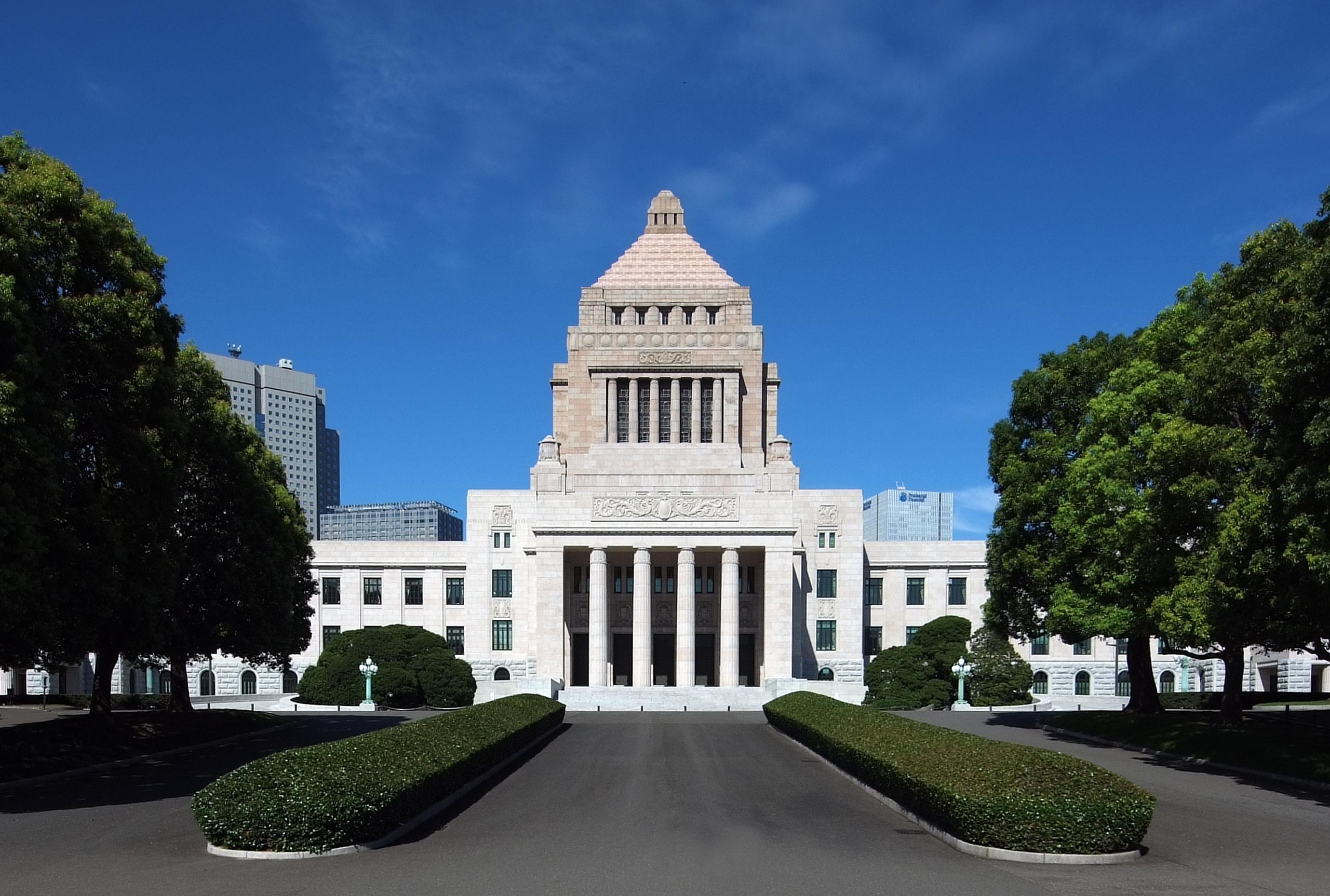
La fachada del Edificio de la Dieta (国会, kokkai), 1920 - 1936)

Las técnicas de arquitectura moderna fueron introducidas a Japón con la restauración Meiji en 1868. Las primeras construcciones que resultaron de este periodo combinaban los métodos tradicionales japoneses de construcción con madera con los métodos y diseños occidentales.
El colegio elemental Kaichi (1876) en la ciudad de Matsumoto, prefectura de Nagano, es una típica aproximación de este híbrido entre oriente y occidente adaptado a las escuelas a través del país.
En 1880, una opinión retrógrada se opuso a la occidentalización, incluso en la arquitectura y los modelos asiáticos fueron invocados. Después de la Primera Guerra Mundial la arquitectura tradicional japonesa sufrió una gran transformación cuando arquitectos como Frank Lloyd Wright (1869-1959) de los Estados Unidos y Bruno Taut (1880-1938) de Alemania llegaron a trabajar en Japón.

## Arquitectura moderna

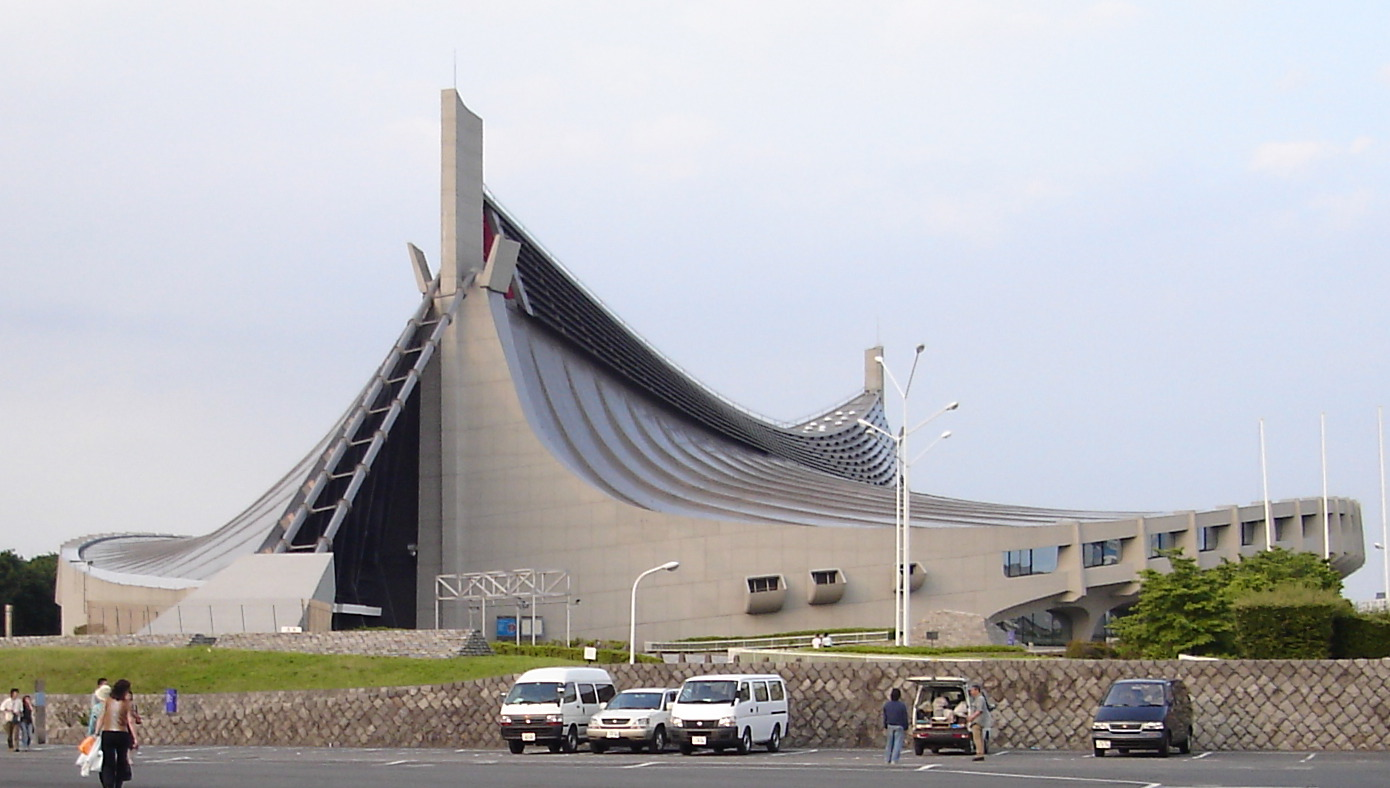
Los Gimnasios Nacionales de las Olimpiadas de Tokio de Kenzō Tange (1961-1964).

Como en tantos otros aspectos de la cultura y sociedad japonesa, el salto que la tecnología moderna trajo se notó también, de forma notable, en la arquitectura. La necesidad de reconstruir Japón después de la Segunda Guerra Mundial supuso un gran estímulo para la arquitectura japonesa. Ello supuso que muchos edificios contemporáneos japoneses estén a un nivel altísimo en el mundo en términos de tecnología y en su concepción formal. Uno de los arquitectos japoneses más conocidos es Kenzō Tange, cuyos Gimnasios Nacionales (1964) para las Olimpiadas de Tokio que acentúan el contraste y la mezcla de pilares y paredes, con azoteas amplias y evocadoras de la tomo-e (un antiguo símbolo heráldico formado por una voluta) son declaraciones dramáticas de la forma y el movimiento.
Con la introducción de técnicas constructivas, materiales y estilos desde el Oeste en el Japón Meiji, nuevas estructuras de hormigón y acero fueron construidas en fuerte contraste con la arquitectura tradicional japonesa. Japón jugó algún papel en el diseño de los modernos rascacielos, debido a su larga familiaridad con el principio de cantilever para apoyar el peso de pesadas azoteas de templo embaldosadas. Frank Lloyd Wright fue fuertemente influido por las disposiciones espaciales japonesas y su concepto de interpenetrar el espacio exterior e interior, alcanzado mucho tiempo atrás en Japón con paredes que se abren hechas de puertas que se deslizan. A finales del siglo XX, sin embargo, sólo en la arquitectura doméstica y religiosa era el estilo tradicional japonés comúnmente empleado. Las ciudades se irguieron con rascacielos modernos reflejando una asimilación total y occidentalización de la arquitectura japonesa. Esto lo vemos claramente en el horizonte occidentalizado de la ciudad de Tokio.

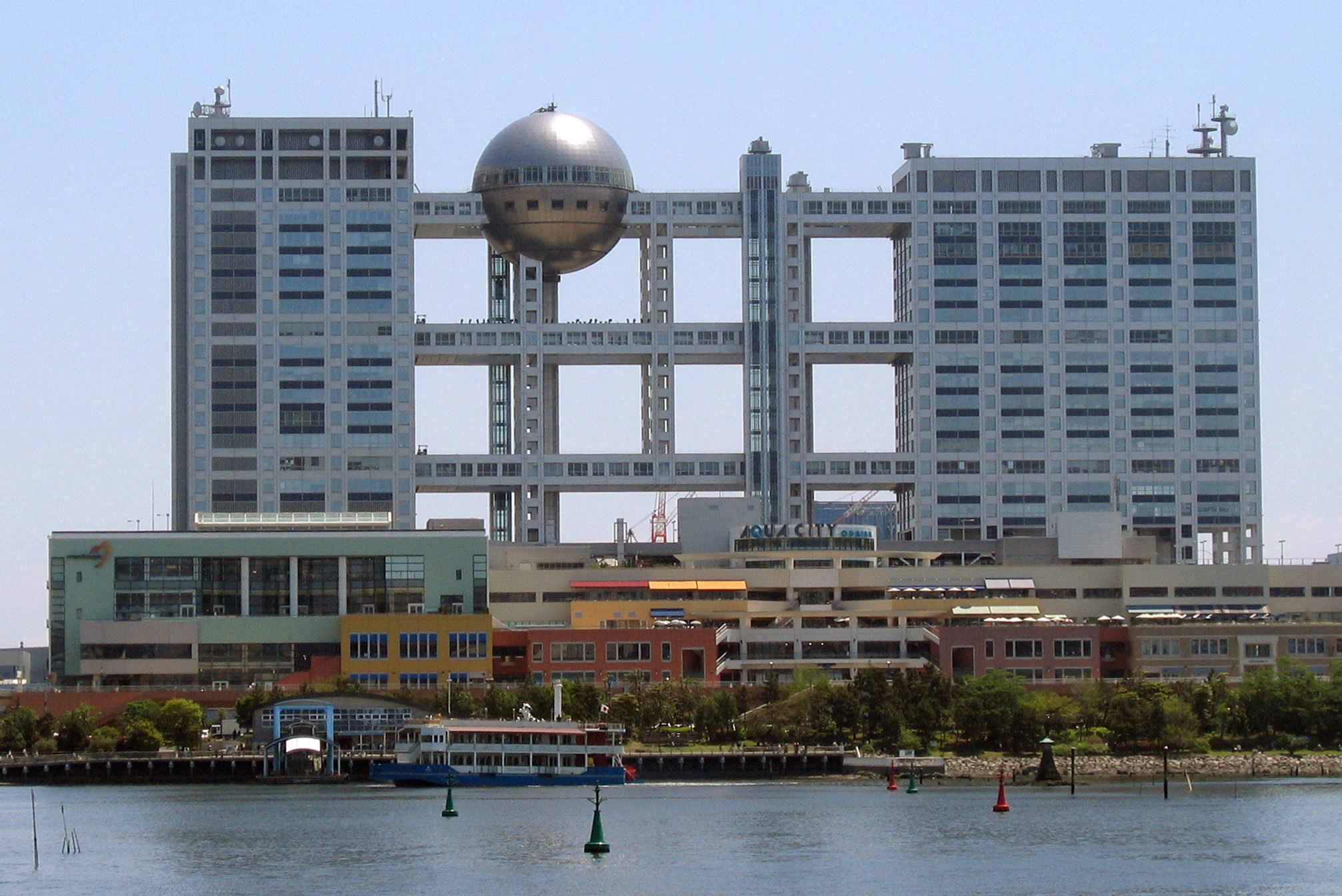
Fuji Television building en Odaiba de Kenzō Tange.

El planeamiento y la reconstrucción de ámbitos urbanos muy extensos fue necesaria por la gran devastación de la Segunda Guerra Mundial y dio a conocer a arquitectos muy importantes como es el caso de Maekawa Kunio y a Kenzō Tange. Maekawa, estudioso del famoso arquitecto Le Corbusier, hizo un trabajo funcional y con un fondo moderno e internacional. Tange, que trabajó al principio para Maekawa, apoyó este concepto. Ambos fueron importantes en la introducción de las ideas estéticas japonesas en los rígidos edificios contemporáneos, volviendo a los conceptos espaciales y a las proporciones modulares del tatami (esteras tejidas), usando texturas para enlucir el hormigón armado y el acero, e integrar así los jardines y la escultura en sus diseños. Tange utilizó el principio del voladizo en un sistema de pilares y vigas evocador de los antiguos palacios imperiales; el pilar -un elemento constructivo característico en la tradición japonesa de construcción de monumentos de madera- llegó a ser fundamental en sus diseños. Fumihiko Maki avanzó nuevas ideas para el planeamiento de ciudades basadas en el principio de acodar alrededor de un espacio interno (oku), un concepto espacial japonés que fue adaptado a las necesidades urbanas. Él también abogó a favor del uso de los espacios vacíos o abiertos, un principio estético japonés que reflejaba ideas espaciales budistas. Otro concepto estético quintaesencia de la estética japonesa era la base de los diseños de Maki, que se centraron en aberturas sobre opiniones íntimas sobre el jardín en el nivel del suelo mientras que cortaban horizontes a veces feos. Un concepto arquitectónico dominante en los años 70, el “metabolismo” de la convertibilidad, cuya misión era cambiar las funciones de parte de los edificios según el uso dado, y los restos de su influencia.

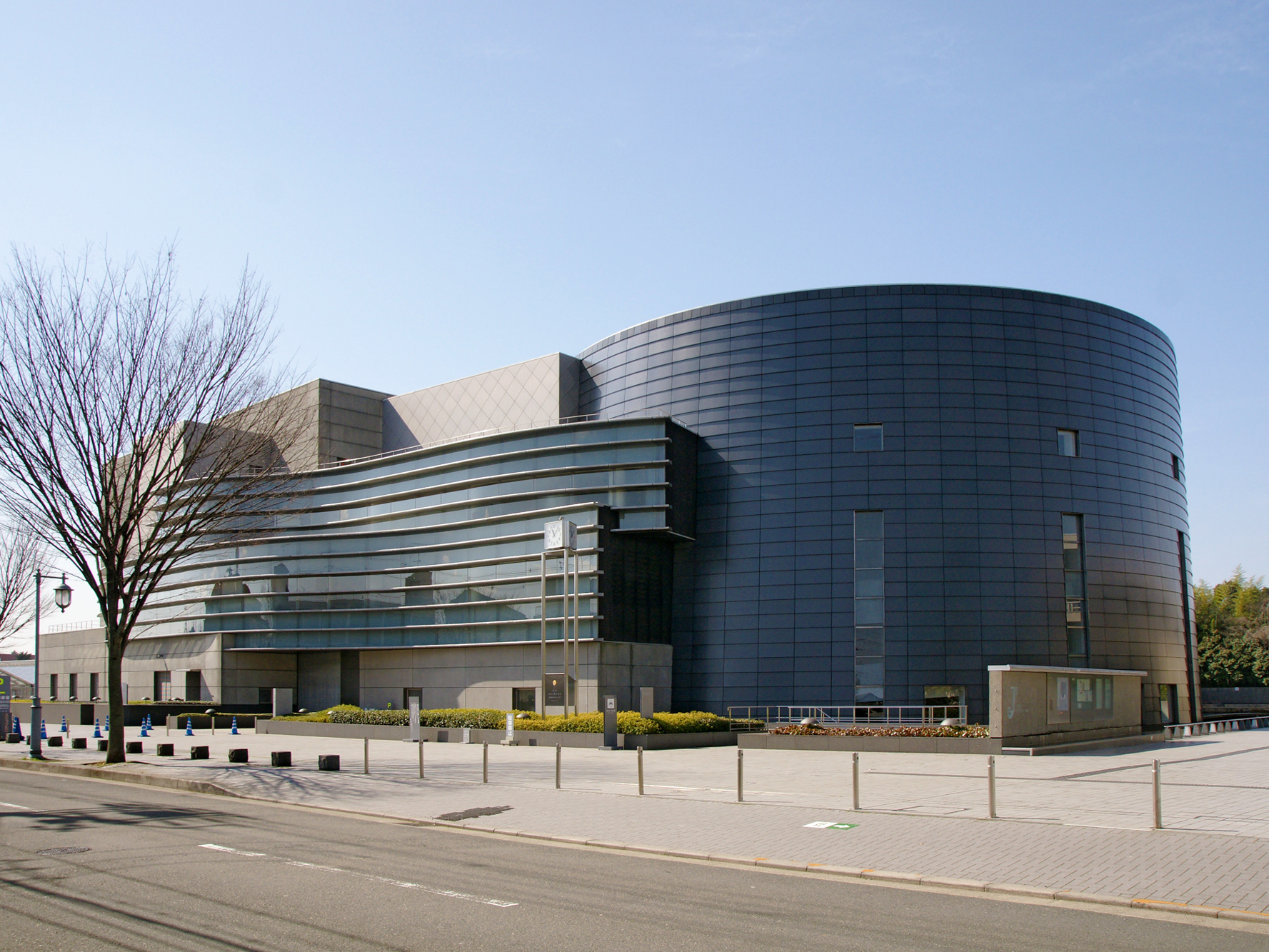
Kyoto Concert Hall, Kioto, Japón de Arata Isozaki.

Uno de los arquitectos más importantes de los 70 y de los 80 fue Isozaki Arata, originalmente un estudiante asociado a Tange, que también basó su estilo en la tradición de Le Corbusier y posteriormente su atención viró hacia la exploración de formas geométricas y de siluetas cúbicas. Él sintetizó conceptos occidentales de alta tecnología del edificio con ideas espaciales, funcionales, y decorativas típicas de Japón creando así un estilo japonés moderno. La predilección de Isozaki por la rejilla cúbica y pérgola adintelada en arquitectura a gran escala, por las cámaras acorazadas semicirculares en la escala los edificios de los edificios domésticos, y por el acorazado de barril extendido en los edificios bajos, alargados conducidos a un número de variaciones llamativas. Sus diseños influenciaron a los arquitectos de la Nueva Onda de los años 80, empujándonlos a ampliar su estilo equilibrado, a menudo manierista, o reaccionando contra ellos.

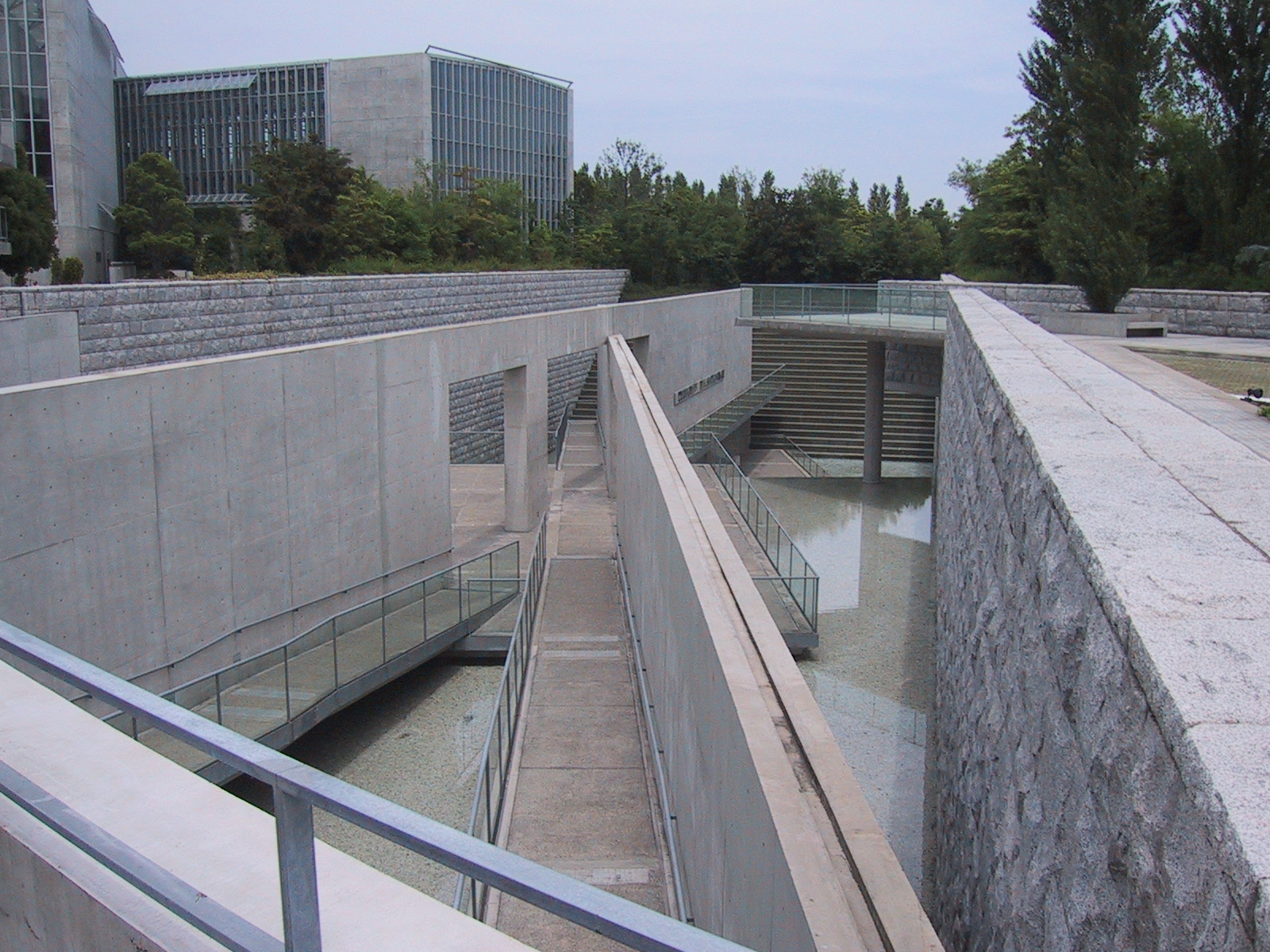
Hotel Westin Awaji Island en la isla Awaji (Japón) de Tadao Ando (1991).

Un buen número de grupos vanguardistas experimentales llegaron a entrar en la Nueva Onda de los últimos años 70 y de los años 80. Reexaminaron y modificaron las ideas geométricas formales sobre la estructura del modernismo introduciendo conceptos metafísicos, produciendo así algunos efectos alarmantes de la fantasía en el diseño arquitectónico. En contraste con estos innovadores, el experimental minimalismo poético de Tadao Ando incorporó las preocupaciones del postmodernismo por un acercamiento más equilibrado, más humanístico que el de las formulaciones rígidas del modernismo estructural. Los edificios de Ando proporcionaron variedad de fuentes de luz, incluyendo el uso extenso de los ladrillos de cristal y espacios abiertos al aire exterior. Él adaptó los patios internos de las casas tradicionales de Osaka a la nueva arquitectura urbana, usando las escaleras y los puentes abiertos para disminuir la atmósfera sellada de la vivienda estándar de la ciudad. Sus ideas llegaron a ser ublicuas en los 80, cuando los edificios fueron planeados comúnmente alrededor de patios o plazas abiertas, a menudo con los espacios caminados y colgantes, las calzadas peatonales, o los puentes que conectaban complejos del edificio. En 1989 Ando se convirtió en el tercer japonés en recibir de Francia el prix de l'académie d'architecture, una indicación de la fuerza internacional de los principales arquitectos japoneses, todo ello produjo estructuras importantes del exterior durante los años 80. Los arquitectos japoneses eran no sólo médicos expertos en el idioma moderno pero diseños postmodernismo por todo el mundo enriquecidas con opiniones espaciales innovadoras, sutiles texturados superficiales, el uso inusual de materiales industriales, y un conocimiento desarrollado de problemas ecológicos y topográficos.

## Arquitectos japoneses contemporáneos
- Tadao Ando
- Shigeru Ban
- Hiroshi Hara
- Wakabayashi Hiroyuki
- Arata Isozaki
- Toyō Itō
- Kishō Kurokawa
- Fumihiko Maki
- Takasaki Masaharu
- Kenzō Tange
- Kazuyo Sejima
- Ryue Nishizawa
- Junya Ishigami
- Ryue Nishizawa
- Yoshida Tetsurō
- Yoshio Taniguchi